# Liste der Naturdenkmale in Nastätten
Die Liste der Naturdenkmale in Nastätten nennt die im Gemeindegebiet von Nastätten ausgewiesenen Naturdenkmale (Stand 20. Mai 2024).

## Naturdenkmale
| Nr.         | Bezeichnung                | Lage                       | Beschreibung                                                     | Bild            |
| ----------- | -------------------------- | -------------------------- | ---------------------------------------------------------------- | --------------- |
| ND-7141-454 | Linde am Sohlern’schen Hof | Borngasse, bei Nr. 12 Lage | Tilia cordata, 26 m hoch bei 1,54 m Durchmesser (im Bild rechts) | Fotos hochladen |